# Баредине (Бує)
Баредине (хорв. Baredine) — населений пункт у Хорватії, в Істрійській жупанії у складі міста Бує.

## Населення
Населення за даними перепису 2011 року становило 69 осіб.
Динаміка чисельності населення поселення:

## Клімат
Середня річна температура становить 13,36 °C, середня максимальна – 26,99 °C, а середня мінімальна – -1,12 °C. Середня річна кількість опадів – 998 мм.
| Клімат поселення                              | Клімат поселення | Клімат поселення | Клімат поселення | Клімат поселення | Клімат поселення | Клімат поселення | Клімат поселення | Клімат поселення | Клімат поселення | Клімат поселення | Клімат поселення | Клімат поселення | Клімат поселення |
| Показник                                      | Січ.             | Лют.             | Бер.             | Квіт.            | Трав.            | Черв.            | Лип.             | Серп.            | Вер.             | Жовт.            | Лист.            | Груд.            |                  |
| Середній максимум, °C                         | 9,76             | 10,67            | 13,96            | 17,31            | 22,44            | 26,33            | 26,99            | 26,78            | 22,26            | 17,52            | 12,42            | 8,99             |                  |
| Середня температура, °C                       | 4,33             | 5,23             | 8,50             | 11,87            | 16,99            | 20,88            | 23,26            | 23,02            | 18,51            | 13,78            | 8,68             | 5,25             |                  |
| Середній мінімум, °C                          | −1,12            | −0,22            | 3,07             | 6,42             | 11,54            | 15,45            | 19,50            | 19,27            | 14,76            | 10,03            | 4,93             | 1,50             |                  |
| Норма опадів, мм                              | 68               | 55               | 70               | 80               | 79               | 90               | 61               | 87               | 101              | 113              | 107              | 87               |                  |
| Середньомісячна швидкість вітру, м/с          | 2.04             | 2.30             | 2.40             | 2.43             | 2.20             | 2.10             | 2.10             | 2.04             | 2.05             | 2.26             | 2.28             | 2.17             |                  |
| Середньомісячна сонячна радіація, кДж/м²·день | 4415             | 7425             | 10693            | 15170            | 19252            | 21133            | 22005            | 18825            | 13929            | 8959             | 4900             | 3741             |                  |
| --------------------------------------------- | ---------------- | ---------------- | ---------------- | ---------------- | ---------------- | ---------------- | ---------------- | ---------------- | ---------------- | ---------------- | ---------------- | ---------------- | ---------------- |
| Джерело:                                      |                  |                  |                  |                  |                  |                  |                  |                  |                  |                  |                  |                  |                  |